# Малефісента
Малефісента (англ. Maleficent, букв. «шкідлива», «згубна») — вигаданий персонаж і головна антагоністка діснеївського мультфільму 1959 року «Спляча красуня», а також основна протагоністка художнього фільму "Чаклунка" (2014). В оригінальному мультфільмі Малефісента була озвучена американською акторкою радіо і телебачення Елеонорою Одлі. У наступних її появах злодійку озвучили акторки Лінда Гері ("Fantasmic!"), Луїс Неттлтон («Мишачий дім») і Сьюзенн Блекслі ("Kingdom Hearts").

## Створення персонажа

### Історія
Ще в 1938 році Волт Дісней почав замислюватися над створенням мультфільму за мотивами казки Шарля Перо «Спляча красуня». Однак робота над фільмом почалася аж на початку 1950 року. До створення сценарію приступили лише рік потому, в 1951 році. Рання версія сценарію дещо відрізнялася від історії, показаної в мультфільмі остаточно: передбачалося, що Аврора буде жити в неволі у власному замку і нікуди не буде виходити. Однак Волту Діснею не сподобався цей сценарій, оскільки він вирішив, що цей варіант історії занадто схожий із сюжетами його попередніх мультфільмів: «Білосніжка і сім гномів» та «Попелюшка». Тоді стали розробляти нові ідеї та сценарії, і робота над сюжетом затягнулася на цілих чотири роки. У підсумку історія принцеси, яка спить в оточеному тернами замку, була замінена сумішшю «Білосніжки» з «Голлівудською історією знайомства хлопчика з дівчинкою».
За словами аніматора Барні Меттінсон, персонаж Малефісента теж змінюється: із розвитком сценарію «Сплячої красуні» робота «ставала все більше і більше зосередженою, і персонаж виходив більш витонченим». Проте на думку сценаристів і аніматорів, Малефісента водночас виходила дещо статичною, оскільки вона часто оголошувала промови та монологи і, можна сказати, зверталася більше до глядачів, ніж до інших персонажів. Тому в сюжет вирішили ввести персонажа, з яким вона могла б говорити, або який міг би її «розширювати». Спочатку в сюжет ввели говіркого стерв'ятника з нью-йоркським акцентом, який за сюжетом мав стежити за Авророю через її лісових друзів і доповідати про всі свої спостереження Малефісенті. Однак сценаристам було важко уявити такого персонажа в історії, дія якої відбувається в XIII—XIV ст, і тому стерв'ятник був незабаром замінений вороном.

### Розробка образу
Роботу над образом і анімацією Малефісенти Волт Дісней доручив аніматору Марку Девісу. У початкових начерках Малефісента зображувалася старою каргою з гачкуватим носом, що, однак, цілком відповідало класичній казці про сплячу красуню. Деякі інші ескізи надавали лиходійці дещо нелюдський вигляд. Але одного разу Марк Девіс знайшов в своїй домашній бібліотеці чехословацьку книгу про середньовічне мистецтво, в якій була зображена жінка, одягнена в чорний одяг з язиками полум'я. За словами самого аніматора, це зображення дуже його заінтригувало, і він вирішив використовувати його як основу нового образу Малефісенти. Створюючи новий вигляд лиходійки, Марк Девіс намагався надати їй демонічного вигляду, і хотів, щоб вона була дещо схожа на «гігантського кажана-вампіра, щоб тим самим створювати відчуття загрози». Крім того, аніматор вирішив додати нового вигляду Малефісент пару рогів, оскільки вважав, що «в ній є щось від диявола». Елеонор Одлі, актриса, яка озвучувала Малефісенту, також стала прообразом зовнішності лиходійки. Існує припущення, що прообразом Малефісенти також послужила Майла Нурмі, актриса, яка втілила на екранах образ Вампіра.
Волт Дісней дуже хотів, щоб аніматори намагалися зробити персонажів «Сплячої красуні» «настільки природними, наскільки це можливо, майже що у плоті і крові». Тому задля того, щоб домогтися реалістичності персонажів, він наймав акторів, які служили «опорами» (живими моделями) для аніматорів під час створення персонажів. Живими моделями для Малефісенти стали танцівниця Джейн Фаулер і актриса Елеонор Одлі, яка також озвучила злодійку.
Створення Малефісенти-дракона дісталося аніматорам Еріку Клеворту, Кену Андерсену і Вольфгангу Райтерману, який також був режисером сцени сутички принца з драконом. Марк Девіс участі у анімуванні дракона не брав. Ерік Клеворт розповідав, що моделював дракона на основі рептилії «з величезними мускулами, яка пересуває своє громіздке тіло по скелястій місцевості». Звук, який видавав дракон, вивергаючи полум'я, був створений за допомогою навчальних фільмів по роботі з вогнеметом, які звукооператор Джим Макдональд попросив у Армії США.

### Озвучування
На роль Малефісенти Волт Дісней особисто запросив актрису Елеонор Одлі, яка раніше озвучила леді Тремейн в іншому мультфільмі Діснея, «Попелюшка». Однак актриса спочатку відмовила Діснею, оскільки всі 1950-ті роки вона намагалася вилікуватися від туберкульозу і тому сумнівалася, що зможе протриматися на записі голосу. Але незабаром Елеонор Одлі стала почувати себе краще і погодилася взяти участь в озвучуванні мультфільму. Сама актриса зізнавалася, що озвучуючи Малефісенту, вона «намагалася бути багатоконтрастною, щоб звучати мило і бридко одночасно». Аніматори Френк Томас і Оллі Джонстон у своїй книзі «The Disney Villain» описали, що голос Одлі «утруднював, але захоплював аніматорів, коли їм доводилося змішувати голосову доріжку з лютою силою її характеру».
В українському перекладі «Спляча красуня» Малефісента була озвученою Оленою Узлюк.

## Поява

### Спляча красуня
Малефісента вперше з'являється в мультфільмі «Спляча красуня» як головна антагоністка. В одному королівстві був влаштований бенкет з нагоди дня народження принцеси Аврори, дочки короля Стефана і королеви Лії. Як почесних гостей на хрестини було запрошено трьох добрих фей: Флору, Фауну і Мерівезер, але Малефісента не була запрошена на святкування, причому свідомо. Тоді зла фея сама з’являється в замок і накладає на новонароджену принцесу закляття: в день свого шістнадцятиріччя Аврора вколе палець об веретено прядки і помре. Однак фея Мерівеза змінює закляття так, що принцеса не вмре, а засне глибоким сном. Потім король Стефан наказує спалити всі прядки, а феї забирають Аврору і ховають її від Малефісенти в маленькому лісовому будиночку на узліссі і ростять як звичайну дівчинку.
Малефісента незабаром дізнається, що принцеса зникла із замку, і посилає свою армію слуг на її пошуки. Але монстри виявляються надзвичайно дурними, і всі шістнадцять років вони шукають немовля, а не дорослу дівчину. Тоді зла фея просить про допомогу свого ворона Діабло, сподіваючись, що він зможе знайти Аврору і допоможе здійснити її зловісний задум.
Посланий Малефісентою ворон незабаром знаходить лісовий будиночок, за допомогою чарів виявляє принцесу і дізнається, що ввечері вона повинна відправитися в замок, про що потім доповідає своїй господині. Скориставшись нагодою, Малефісента потайки пробирається в замок і, загіпнотизувавши Аврору, заманює її в стару комірчину, де змушує її торкнутися веретена чарівної прядки. Потім зла фея влаштовує засідку в лісовому будиночку і, викравши принца Філіпа, відводить його в свій замок на Забороненій горі, звідки вона збирається випустити його лише через сто років. Дізнавшись про це, феї пробираються в лігво Малефісенти і звільняють юнака, вручивши йому чарівні щит і меч як зброю для боротьби зі злом. Ворона Діабло, який намагався попередити господиню про втечу принца, Мерівезер перетворює на камінь.
Але Малефісента все ж дізнається про втечу бранця і оточує замок короля Стефана терновими заростями, щоб зупинити його. Однак спроба виявляється марна, і тоді лиходійка вступає в сутичку з принцом, перетворившись на величезного вогняного дракона. Але Філіп перемагає її, пронизуючи чарівним мечем, і лиходійка гине.

### Чаклунка
Малефісента є основною протагоністкою фільму «Чаклунка», який розповідає її передісторію, а також показує події діснеївської «Сплячої красуні» з погляду Аврори, головної героїні оригінального мультфільму. У цьому фільмі роль Малефісенти виконала американська акторка Анджеліна Джолі. Роль героїні також зіграли молоді актриси Ізабель Моллой (Малефісента в дитинстві) і Елла Пернелл (юна Малефісента), яка спочатку пробувалася на роль принцеси Аврори.
З дитинства Малефісента живе на мілких болотах в оточенні різних чарівних істот. У дитинстві вона знайомиться з хлопчиком Стефаном, і між ними відразу ж виникає взаємна дружба, яка з роками переростає в любов. Коли Малефісента виростає, на Болота нападає людський король, але чаклунка та інші чарівні істоти стають на захист своєї домівки і перемагають, а самій Малефісенті вдається важко поранити короля. Потім до Малефісенти на болота приходить Стефан і попереджає її про небезпеку. Малефісента вірить йому, і весь наступний вечір вони проводять разом, поки фея несподівано не засинає.
Уранці Малефісента виявляє, що Степан відрізав їй крила, але не може зрозуміти причину цього вчинку. У відчаї вона незабаром покидає Болота і забирається в руїни старого замку. Деякий час по тому фея рятує від смерті ворона по імені Діаваль, і той в подяку погоджується служити їй. З його допомогою Малефісента дізнається, що Стефан вкрав її крила заради того, щоб стати королем. Розлючена фея повертається на Болота і проголошує себе їх королевою.
Через кілька років Малефісента дізнається, що у Стефана народилася дочка, і з цієї нагоди призначені хрестини. Бажаючи помститися Стефанові, Малефісента в день хрестин потрапляє до замку і накладає на Аврору (доньку Стефана) непорушне закляття: в день свого шістнадцятиріччя принцеса вколе палець об веретено і засне непробудним сном, від якого вона зможе прокинутися тільки за допомогою поцілунку справжньої любові. Злякавшись за себе і за дочку, Стефан віддає дівчинку трьом феям Нотграсс, Флітл і Фіслвіт, які відвозять дівчинку глибоко в ліс, а сам ховається у власному замку.
У цей час Малефісента оточує Болота непрохідною терновою стіною, щоб захистити своє королівство від зазіхань людей. Незабаром вона дізнається, що феї разом з Авророю ховаються в лісовому будиночку, і незважаючи на свою неприязнь до малятка, Малефісента починає за нею наглядати, оскільки феї виявляються не найкращими няньками.
Коли Аврорі виповнилося п'ятнадцять років, дівчина вперше знайомиться з Малефісентою, і та в підсумку показує Аврорі Болота і їх мешканців. З часом Малефісента починає прив'язуватися до допитливої і доброзичливої дівчинки і вирішує зняти з неї закляття, але у неї не виходить це зробити, оскільки раніше вона заявила про те, що її закляття непорушне і вічне, і нікому не дано його зняти. Проходить час, і до дня народження Аврори залишається один день. Бажаючи врятувати дівчину від власного закляття, Малефісента пропонує їй оселитися на Болотах, подалі від всяких веретен. Аврора погоджується і повідомляє про це своїм «тітонькам». Але феї у відповідь розповідають дівчині про її походження і прокляття Малефісенти. Розлютившись на Малефісенту, Аврора в той же день повертається в замок.
Малефісента розуміє, що Аврора в небезпеці, і вирішує врятувати її. Вона знаходить Філіппа (принца, з яким Аврора познайомилася незадовго до свого дня народження) і разом з ним і Діавалем відправляється в замок Стефана. Фея намагається встигнути врятувати дівчину, але не встигає: Аврора вколює палець об чарівне веретено, і прокляття здійснюється. Потайки пробравшись до палацу, Малефісента відводить Філіпа в покої Аврори, і той цілує її, але принцеса не прокидається. Вирішивши, що все втрачено, Малефісента розкаюється у своєму вчинку перед сплячою Авророю, і потім цілує її в лоб. Дівчина несподівано прокидається.
Малефісента, Аврора і Діаваль намагаються непомітно покинути замок, але фея потрапляє в пастку, влаштовану Стефаном і його солдатами. Малефісента намагається врятувати себе, перетворивши Діаваля в дракона, але той сам потрапляє в пастку. Стефан намагається вбити ослаблену Малефісенту, але її встигає врятувати Аврора, повернувши феї її вкрадені крила. Виявляється, що в них жевріло життя, і, коли Аврора розбила скляну вітрину, в яку Стефан помістив крила Малефісенти, вони вилетіли звідти і самі повернулися до господині. Повернувши крила, Малефісента вступає в битву зі Стефаном, і той у результаті гине, впавши з високої вежі.
Перемігши Стефана, Малефісента разом з Діавалем і Авророю повертається на Болота, руйнує тернову стіну і потім проголошує Аврору новою королевою чарівного і людського королівств, знаючи, що дівчина зможе гідно ними правити.

### Якось у казці
У серіалі Малефісента з'являється в першому і другому сезонах з незначною роллю, а в четвертому сезоні її роль стала однією з головних. Малефісента представляється в серіалі подругою Злої королеви/Реджини Мілс. У четвертому сезоні показують минуле Малефісенти. Вона була однією з Королев Темряви разом з Урсулою і Стервеллою. Вони були обмануті магом Румпельштільцхеном і через це ледь не померли. Потім Королеви Темряви намагалися помститися Румпельштільцхену, але зазнали поразки. Після цього Королеви Темряви робили все можливе, щоб зупинити темне прокляття Злої королеви. Для цього вони уклали мир з Білосніжкою/Мері Маргарет і з Прекрасним Принцом/Девідом, але їхній план зазнає краху. Малефісента розповіла Сніжці і Прекрасному про потенційну пітьму в їхній ненародженій дитині. Пізніше Малефісента одна приходить до Білосніжки/Мері Маргарет поки та спить і просить її про допомогу, щоб зупинити прокляття, розкривши свою таємницю, сказавши що теж вагітна. Але Білосніжка відмовляє їй у проханні. Білосніжка і Прекрасний принц, намагаючись уберегти своє дитя, крадуть дитину Малефісенти, після чого і дитина, і Стервелла, і Урсула потрапляють у відкритий портал, а Малефісента вирішує, що її малюк загинув. Наславши своє прокляття, Зла Королева/Реджина Мілс бере Малефісенту з собою в реальний світ, в місто Сторібрук і закриває її в підземеллі. Через 28 років дочка Білосніжки/Мері Маргарет Емма Свон спускається в підземелля і вбиває Малефісенту в вигляді дракона, щоб врятувати свого сина. В іншому сезоні в підземелля спускається Капітан Гак/Кіліан Джонс і Зла Королева/Реджина Мілс, там на них нападає Малефісента у своєму іншому вигляді, намагається вбити Гака, але той здобув над нею перемогу і Малефісента вмирає остаточно. Після деяких подій в місто приїжджають Стервелла з Урсулою, разом з Румпельштільцхеном/містером Голдом вони оживляють Малефісенту, яка збирається мститися Білосніжці/Мері Маргарет. У ході цього Королеви Темряви з Голдом розв'язують війну з героями. Пізніше Малефісента дізнається, що її маля живе, і що воно в цьому світі, було подругою дитинства Емми Свон. Малефісента після зради Урсули і загибелі Стервелла розриває союз із Голдом. Незабаром дочка Малефісенти, Лілі, приїжджає в Сторібрук і возз'єднується з матір'ю. Малефісента забуває про помсту і щаслива, що її донька з нею.

### Інші появи
- Малефісента (яп. マ レ フ ィ セ ン ト) є одним з основних антагоністів серії відеоігор «Kingdom Hearts». В англійській версії її озвучує Сьюзен Блейкслі, в японській — Тосіко Савадов. Вона з'являється у всіх іграх серії, за винятком Kingdom Hearts: 358/2.